# Lelaps stylata
Lelaps stylata är en stekelart som beskrevs av William Harris Ashmead 1904. Lelaps stylata ingår i släktet Lelaps och familjen puppglanssteklar.
Artens utbredningsområde är Venezuela. Inga underarter finns listade i Catalogue of Life.